# Ficus vasta
Ficus vasta är en mullbärsväxtart som beskrevs av Peter Forsskål. Ficus vasta ingår i släktet fikonsläktet, och familjen mullbärsväxter. Inga underarter finns listade i Catalogue of Life.